# Mistrzostwa Polski w Łucznictwie 2010
Mistrzostwa Polski w Łucznictwie 2010 – 74. edycja mistrzostw, która odbyła się w dniach 9–12 września 2010 roku w Legnicy.

## Medaliści

### Strzelanie z łuku klasycznego
| Konkurencja           | Złoto                                                                     | Srebro                                                                       | Brąz                                                                                    |
| Indywidualne mężczyzn | Piotr Burchart (Talent Wrocław)                                           | Piotr Piątek (Łucznik Żywiec)                                                | Sławomir Napłoszek (Marymont Warszawa)                                                  |
| Indywidualne kobiet   | Justyna Mospinek (Piątka Zgierz)                                          | Anna Szukalska (Czarna Strzała Bytom)                                        | Małgorzata Ćwienczek (Czarna Strzała Bytom)                                             |
| Drużynowo mężczyzn    | Łucznik Żywiec I Piotr Piątek Tomasz Cis Bartłomiej Stanko Paweł Zarzecki | Stella Kielce II Michał Detka Tomasz Przepióra Karol Sokołowski              | Stella Kielce I Rafał Dobrowolski Maciej Fałdziński Mateusz Toborowicz Sebastian Pędzik |
| Drużynowo kobiet      | Czarna Strzała Bytom Małgorzata Ćwienczek Anna Szukalska Joanna Kamińska  | Łucznik Żywiec I Joanna Rząsa Natalia Leśniak Paula Wyczechowska Anna Jończy | Społem Łódź Katarzyna Żakieta Ewelina Marszałkowska Ewa Tyll                            |
| Drużynowo mieszane    | Łucznik Żywiec II Tomasz Cis Natalia Leśniak                              | Łucznik Żywiec I Piotr Piątek Joanna Rząsa                                   | ROKiS Radzymin I Robert Marcinkiewicz Justyna Kobak                                     |

### Strzelanie z łuku bloczkowego
| Konkurencja            | Złoto                                                                          | Srebro                                                                            | Brąz                                                                       |
| Indywidualnie mężczyzn | Konrad Wojtkowiak (niezrzeszony)                                               | Marcin Affek (Marymont Warszawa)                                                  | Witold Madziar (Marymont Warszawa)                                         |
| Indywidualnie kobiet   | Anna Stanieczek (Orlik Goleszów)                                               | Renata Leśniak (MGOKiS Dobczyce)                                                  | Katarzyna Szałańska (Strzelec Legnica)                                     |
| Drużynowo mężczyzn     | Marymont Warszawa Dariusz Gawryś Marcin Affek Marian Młynarczyk Witold Madziar | Łucznik Żywiec I Tomasz Pomorski Witold Kijas Jerzy Więzik Łukasz Lach            | Dolnoślązak Wrocław I Marcin Szemiot Bogusław Piekarski Andrzej Domaradzki |
| Drużynowo kobiet       | Marymont Warszawa Joanna Cymkiewicz Joanna Austyn-Gawryś Barbara Okońska       | MGOKiS Dobczyce Magdalena Zarzycka Renata Leśniak Magdalena Olesek Ewelina Olesek | Łucznik Żywiec Maria Białek Sabina Kuś Angelika Rypień                     |
| Drużynowo mieszane     | Marymont Warszawa II Joanna Austyn-Gawryś Marcin Affek                         | Marymont Warszawa I Joanna Cymkiewicz Dariusz Gawryś                              | Łucznik Żywiec I Maria Białek Tomasz Pomorski                              |